# متنزه تشيمني بلافز الحكومي
متنزه تشيمني بلافز الحكومي، هو متنزه حكومي  تبلغ مساحته 597 فدانًا (2.42 كيلومتر مربع) ويتقع في بلدة هورون في مقاطعة وين بولاية نيويورك
تقع الحديقة على الشاطئ الجنوبي لبحيرة أونتاريو،شرق خليج سودوس. يوجد في الحديقة مسارات يمكن للزوار من خلالها مشاهدة التكوينات الطينية الكبيرة على حافة المياه التي سميت الحديقة بها.

## جيولوجيا

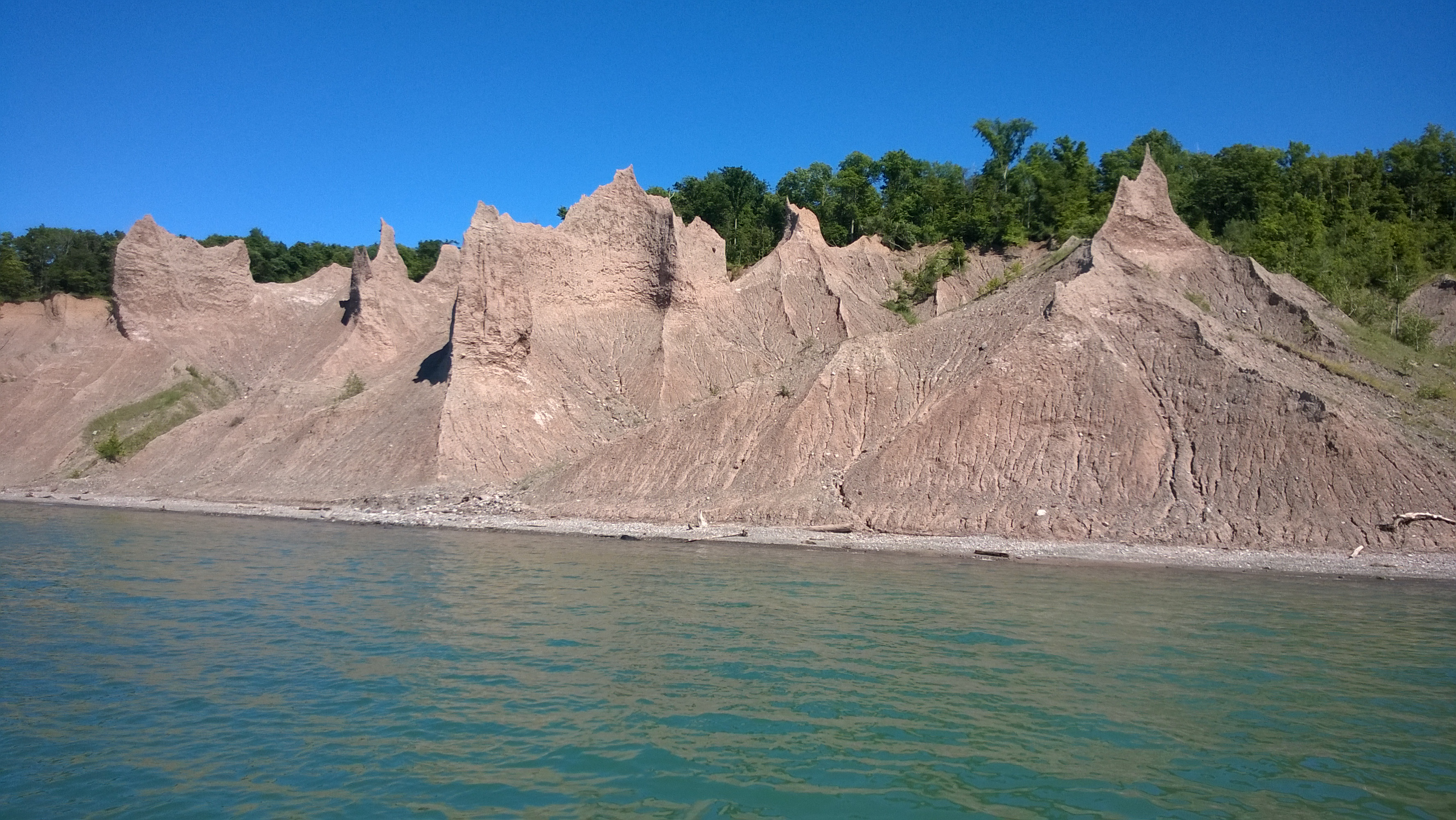
جزء من Chimney Bluffs في عام 2014

تشكلت تشيمني بلافز من حواف الأنهار الجليدية المتآكلة على شكل دمعة حتى ترسبت وتشكلت بواسطة الأنهار الجليدية خلال العصر الجليدي الأخير.
شكلت قوة الرياح والمطر والثلج والأمواج المنحدرة المشهد عند قمم شديدة الانحدار.
على الرغم من وجود القمم والمنحدرات، التي يصل ارتفاع بعضها إلى 150 قدمًا
(46 مترًا) فوق شاطئ البحيرة، منذ آلاف السنين، إلا أنها تتغير باستمرار وتتعرض لمزيد من التعرية.

## تاريخ الحديقة ومميزاتها
كانت منطقة تشيمني بلافز معلمًا تاريخيًا لسنوات عديدة ,ووفقاً للكتيب الذي قدمته الحديقة، فقد استخدم المهربون هذه المنطقة كنقطة هبوط اثناء نقل الخمور من كندا أثناء الحظر, وقد حصلت ولاية نيويورك على هذه المنطقة في عام 1963 بعد ان كانت تُشغّل في السابق كمنطقة ترفيهية يملكها القطاع الخاص بصورة غير رسمية.
ظلت الحديقة غير مطوره حتى عام 1999 عندما تمت إضافة موقف للسيارات ومبنى خدمة مع دورات مياه ساخنة ومناطق نزهة مع شوايات ومسارات للمشي لمسافات طويلة في جميع أنحاء المنتزه.
ويعتبر منتزهاً متاحاً على مدار السنة وللمشي والتخييم في الصيف ,والسباحة ممنوعة
تشمل الأنشطة الشتوية التزلج الريفي على الثلج والمشي بالأحذية الثلجية, يوجد أيضًا ممر للتزلج على الجليد داخل المنتزه.
تحتوي الحديقة على ما يقارب أربعة أميال (6.4 كم) من مسارات المشي لمسافات طويلة، بما في ذلك مسار ميل واحد (1.6 كم) على طول حديقة بلافز بين المداخل الغربية والشرقية.

## روابط خارجية
- متنزهات ولاية نيويورك: متنزه تشيمني بلافز الحكومي